# یوهانا الیسیگ
یوهانا الیسیگ (انگلیسی: Johanna Elsig؛ زادهٔ ۱ نوامبر ۱۹۹۲) بازیکن فوتبال اهل آلمان است.
از باشگاه‌هایی که در آن بازی کرده‌است می‌توان به باشگاه فوتبال ۱.اف‌اف‌سی توربین پوتسدام و باشگاه فوتبال زنان بایر ۰۴ لورکوزن اشاره کرد.
وی همچنین در تیم‌های ملی فوتبال Germany women's national under-15 football team, Germany women's national under-16 football team, Germany women's national under-17 football team, Germany women's national under-19 football team, Germany women's national under-23 football team، و زنان آلمان بازی کرده‌است.